# De Nationale Opera
De Nationale Opera (ex De Nederlandse Opera in olandese), in sigla DNO, è una compagnia d'opera olandese con sede ad Amsterdam, Paesi Bassi. La sua sede attuale è la Stopera, un edificio moderno progettato da Cees Dam e Wilhelm Holzbauer che aprì nel 1986.
La DNO fu fondata poco dopo la fine della seconda guerra mondiale come compagnia di repertorio con un gruppo stabile. Nel dopoguerra andò in tournée nei Paesi Bassi dalla sua sede nello Stadsschouwburg, un teatro fin de siècle sulla Leidseplein di Amsterdam. Nel 1964 fu rinominata De Nederlandse Operastichting. (La Fondazione d'Opera Olandese) e la compagnia adottò un orientamento stagionale, invitando diversi solisti e gruppi artistici per ogni nuova produzione. Nel 1986 l'azienda si trasferì nella nuova sede Stopera, che condivide con il Balletto Nazionale Olandese e in seguito divenne nota come De Nederlandse Opera (DNO). Nel 2014 il suo nome fu cambiato in Dutch National Opera.
La DNO ha un proprio coro di sessanta cantanti e uno staff tecnico di 260. Non ha una propria orchestra residente e così le forze orchestrali per tutte le produzioni vengono fornite da diverse orchestre dei Paesi Bassi, tra cui la Netherlands Philharmonic Orchestra (NPO), la Netherlands Chamber Orchestra (NKO), l'Orchestra reale del Concertgebouw, la Orchestra filarmonica di Rotterdam, la Radio Filharmonisch Orkest e il gruppo Asko/Schönberg.
La DNO produce in media undici spettacoli all'anno, facendo quasi sempre il tutto esaurito. Mentre la maggior parte delle esecuzioni avvengono nello stabile del Dutch National Opera & Ballet, la compagnia ha anche fatto esecuzioni nello Stadsschouwburg, presso il Teatro Carré e nel sito industriale Westergasfabriek di Amsterdam. Per molti anni la produzione di giugno fu organizzata nell'ambito dell'Holland Festival e comprende la partecipazione dell'Orchestra reale del Concertgebouw. La DNO ha prestato le sue produzioni a compagnie straniere, come il Metropolitan Opera, la Brooklyn Academy of Music ed il Lincoln Center Festival in New York, così come il Festival di Adelaide in Australia.
Dal 1988, il regista teatrale franco-libanese Pierre Audi è stato direttore artistico della DNO. Hartmut Haenchen fu direttore principale dal 1986 al 1999, insieme al titolo di direttore principale della NPO. Egli ora detiene il titolo di direttore ospite principale di DNO. Direttori principali successivi furono Edo de Waart (1999-2004) e Ingo Metzmacher (2005-2008). Nel marzo 2009 la DNO ha annunciato la nomina di Marc Albrecht come successivo direttore principale dell'orchestra, con la stagione 2011-2012, con un contratto iniziale di quattro anni. Questo ritorno ad un unico conduttore capo sia a DNO che alla NPO/NKO permette a NPO di diventare l'orchestra d'opera principale per la DNO.

## Direttori principali (elenco parziale)
- Hans Vonk (1976-1985)
- Hartmut Haenchen (1986-1999)
- Edo de Waart (1999-2004)
- Ingo Metzmacher (2005-2008)
- Marc Albrecht (2011–presente)